# Francine Niyonsaba
Francine Niyonsaba (sinh ngày 5 tháng 5 năm 1993) là một vận động viên người Burundi, chuyên về cự ly 800 mét. Cô là một huy chương bạc Olympic 2016 trong 800 mét. Huy chương bạc của cô là huy chương Olympic đầu tiên cho Burundi kể từ năm 1996. Niyonsaba về thứ hai trong 800 mét 7 cuộc đua của Diamond League 2016. Cô đã cải thiện khả năng cá nhân tốt nhất của mình lên 1:56,24 tại cuộc họp Herculis 2016.
Cô là người giữ kỷ lục quốc gia trong nội dung này, cải thiện kỷ lục của chính mình lên 1: 58,67 vào ngày 9 tháng 8 năm 2012 trong vòng bán kết của sự kiện 800m nữ tại Thế vận hội mùa hè 2012. Đó là một cải tiến 0,01 giây trong hồ sơ trước đây của cô. Hai ngày sau, cô đã hoàn thành thứ bảy (sau đó được nâng cấp lên thứ sáu do sự truất quyền của Elena Arzhakova) trong trận chung kết Olympic 2012. Chưa đầy một tháng sau, cô lại lấy kỷ lục xuống còn 1: 56,59.
Cô đã nhanh chóng nổi bật vào năm 2012 khi vẫn còn là một thiếu niên. Lần đầu tiên cô lập kỷ lục là vào cuối tháng 6 năm 2012 trong khi giành chiến thắng trong Giải vô địch châu Phi năm 2012 về điền kinh trong 1: 59.11 trong cuộc đua tranh thứ ba duy nhất của cô. Khi đó, cô đã cải thiện thành tích quốc gia trước đó là 2: 02,13, được thiết lập ở vòng loại. Trong cuộc đua vòng mở màn, vận động viên thiếu kinh nghiệm đã mở ra 30 mét dẫn đầu gói.
Ba tuần sau vào ngày 20 tháng 7 năm 2012, cô đã cải thiện kỷ lục một lần nữa thành 1: 58,68 trong khi hoàn thành thứ hai tại cuộc họp Diamond League 2012 tại Herculis.

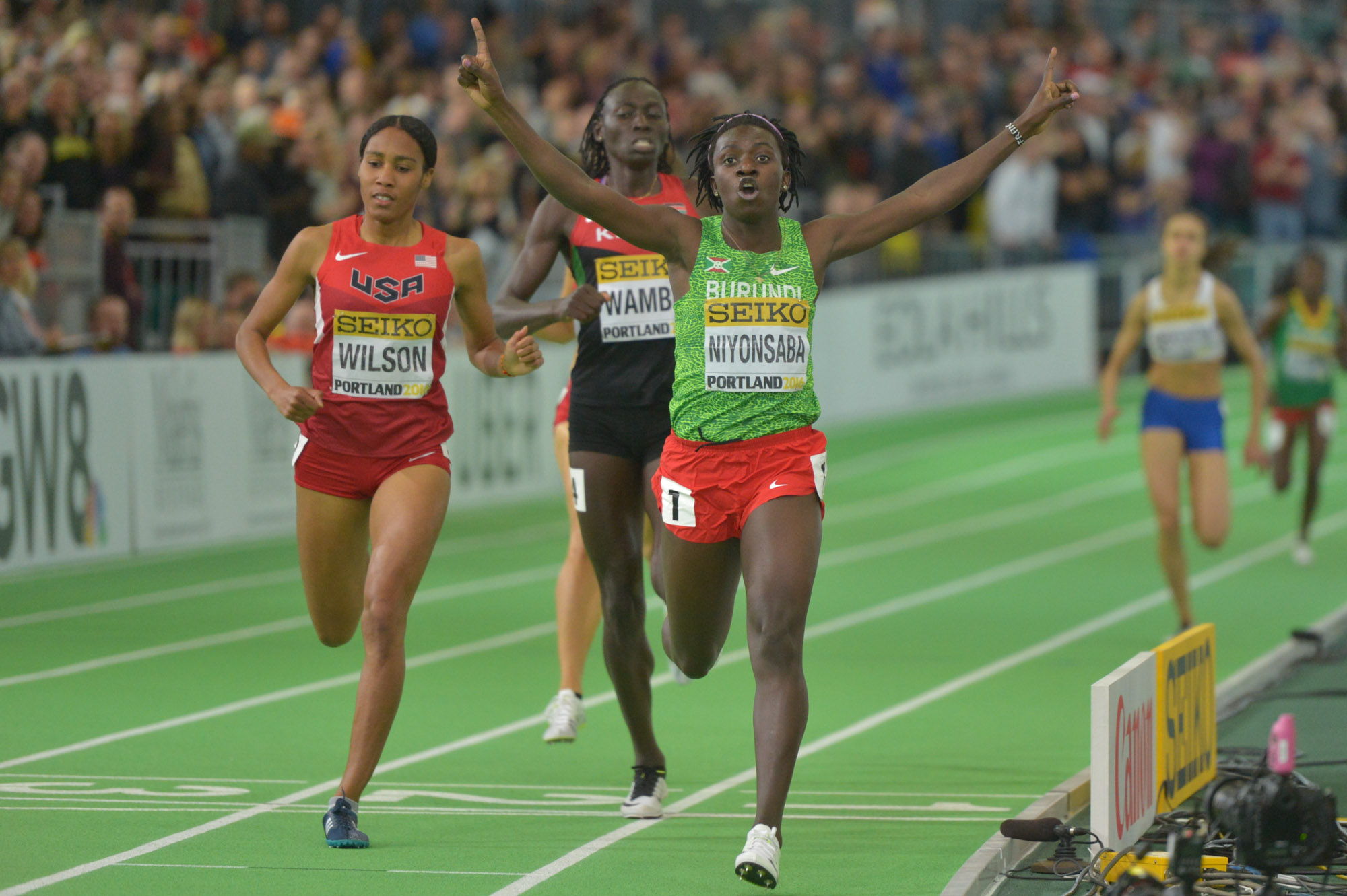
Niyonsaba giành chiến thắng 800m tại Giải vô địch trong nhà thế giới IAAF 2016

Năm 2016, Niyonsaba đã giành được 800 mét tại Giải vô địch trong nhà thế giới IAAF 2016 trong 2: 00,01. Cuối năm đó, Niyonsaba mang cờ cho Burundi tại Thế vận hội Olympic 2016 ở Rio. Cô đã kết thúc cuộc thi của mình với huy chương Olympic đầu tiên, một giải bạc ở nội dung 800m nữ trong thời gian 1: 56,49, sau Caster Semenya của Nam Phi.
Vào năm 2017, Niyonsaba đã giành được một kỷ lục quốc gia và thành tích tốt nhất cá nhân mới tại Liên đoàn kim cương Monaco sau khi giành chiến thắng 800m ở đó trong thời gian 1: 55,47, vào ngày 21 tháng 7. Với lần này, cô là số 1 thế giới bước vào Giải vô địch thế giới 2017 tại London.
Tại Giải vô địch thế giới ở London, cô đã giành được một giải bạc ở nội dung 800m nữ trong thời gian 1: 55,92. Cô đã dẫn đầu trong phần lớn cuộc đua, nhưng Caster Semenya đã sử dụng cú đá cuối cùng phi thường của mình để một lần nữa vượt qua Burundian trên sân nhà và giành được vàng.
Vào năm 2019, nó đã được tiết lộ rằng Niyonsaba được sinh ra với 46, XY karyotype và lưỡng tính trạng sau khi trình độ chuyên môn của mình cho IAAF cạnh tranh của phụ nữ bị ảnh hưởng bởi quy định mới của hiệp hội cho các vận động viên với XY rối loạn phát triển giới tính, mức độ testosterone cao hơn 5 nmol/L và độ nhạy androgen.